# Condado de Villarrea
El condado de Villarrea es un título nobiliario español creado por Real Decreto el 14 de agosto de 1688 y Real Despacho de 24 de mayo de 1689, por el rey Carlos II, a favor de José Antonio de Camargo y Pasquier, Justicia Mayor de Tudela en Navarra, señor de los palacios de Arre y de Ansoáin entre otros, todos en Navarra.
José Antonio de Camargo y Pasquier, era hijo de Juan Miguel de Camargo y Castejón y Juliana Pasquier y Rebolledo. 
Este título fue rehabilitado en 1930 por el rey Alfonso XIII a favor de Amalia de Vereterra y Armada, hija de Manuel Vereterra y Lombán e Isabel Francisca Armada y Fernández de Córdoba, VI marquesa de Canillejas, como octava condesa de Villarrea. 
Su denominación hace referencia al concejo de Arre que también recibió el nombre de Villarrea, perteneciente al municipio de Ezcabarte (Navarra).

## Condes de Villarrea
|                               | Titular                                   | Periodo                |
| Creación por Carlos II        | Creación por Carlos II                    | Creación por Carlos II |
| ----------------------------- | ----------------------------------------- | ---------------------- |
| I                             | José Antonio de Camargo y Pasquier        | 1689-                  |
| II                            | Francisco de Paula de Camargo y Angulo    |                        |
| III                           | Juan Vicente de Camargo y Salcedo         |                        |
| .                             | .                                         |                        |
| .                             | Martín de Castejón y Camargo o (Castejón) | 1746-1765              |
| .                             | Pedro de Castejón y Salcedo               | 1765-1798              |
| .                             | .                                         |                        |
| Rehabilitado por Alfonso XIII |                                           |                        |
| VIII                          | Amalia de Vereterra y Armada              | 1930-1976              |
| IX                            | María Isabel Cavanilles y Cavanilles      | 1978-2010              |
| X                             | Gerardo José de Cossío y Cavanilles       | 2011-actual titular    |

## Historia de los condes de Villarrea
- José Antonio de Camargo y Pasquier (n. en 1626), I conde de Villarrea.

1. Casó con Teresa Angulo y Rada. Le sucedió su hijo:

- Francisco de Paula de Camargo y Angulo, II conde de Villarrea.

1. Casó con Ana María Salcedo y del Río, hija del II Conde de Gómara.
2. Casó, en segundas nupcias, con María Pueyo y Valdés. Le sucedió, de su primer matrimonio, su hijo:

- Juan Vicente de Camargo y Salcedo, III conde de Villarrea.

1. Casó con Josefa Castejón y Dávila.
2. Casó con Rafaela Giraldez y Mendoza.

- Martín de Castejón y Camargo (o Castejón) (1701-1765), conde de Villarrea, I conde de Fuerteventura.

1. Casó con Juana Salcedo y del Río. Le sucedió su hijo:

- Pedro de Castejón y Salcedo (1734-1798), conde de Villarrea, II conde de Fuerteventura.

1. Casó con Ana María Castejón y Dávila, IX marquesa de Gramosa, marquesa de Albaserrada, condesa de Coruña, vizcondesa de Torija, vizcondesa de las Vegas de Matute.
2. Casó con María del Pilar de Castejón y Silva. Sin descendientes.

Rehabilitado en 1930 por Alfonso XIII:
- Amalia de Vereterra y Armada (1881-1976), VIII condesa de Villarrea.

1. Casó con José Cavanilles y Peón. Fueron padres de:

-Isabel Cavanilles y Vereterra (f. en 1970), que casó con José Manuel Cavanilles y Riva (f. en 1982), cuya hija fue:
- María Isabel Cavanilles y Cavanilles (f. en 2010), IX condesa de Villarrea.

1. Casó con Gerardo Cossío García. Le sucedió su hijo:

- Gerardo José de Cossío y Cavanilles, X conde de Villarrea.

1. Casado con Elena Olías Egea.